# Saint-Hilaire-Saint-Florent
Saint-Hilaire-Saint-Florent è un comune francese soppresso del dipartimento del Maine e Loira, posto sulla riva sinistra della Loira.
Il comune venne istituito tra il 1790 e il 1794 e nacque dalla fusione dei comuni di Saint-Hilaire e di Saint-Florent: nel 1973 il comune a venne soppresso e associato a quello di Saumur, con il quale Saint-Hilaire-Saint-Florent formava già un unico agglomerato urbano.
Vi hanno sede l'aerodromo e la École nationale d'équitation (ENE). Vi si trova inoltre la importante abbazia benedettina di Saint-Florent fondata nell'XI secolo.